# پلاو
شهر پلاو (به روسی: Плав) در کشور مونته‌نگرو واقع شده‌است. جمعیت این شهر ۳٫۴۰۱ نفر است.